# Élie Delacourt
Pour les articles homonymes, voir Delacourt.
Élie Delacourt (né le 4 octobre 1896 à Harnes et mort le 16 juin 1979 à Lens), retraité de la SNCF, a contribué pleinement au renouveau du Racing Club de Lens, après l'abandon du professionnalisme. Il a été également président d'une section de supporters du club. 
Son nom a été donné à la plus grande tribune du stade Félix-Bollaert en 1984, juste avant l'Euro.

## Biographie

### Famille
Élie Delacourt est le deuxième d'une fratrie de sept enfants, 
Adulte il se mariera a une femme nommé Élise Lourme le 9 août 1919 avec laquelle il aura une fille appelé Gabrielle Delacourt née le 30 août 1920 à Béthune.
Plus tard en 1946 il divorceront après que Elie ai trompé sa femme avec Angélina Lenoir qui sera sa deuxième épouse très peu de temps après ce divorce.

### Guerre Mondiale et Après-Guerre
Au départ de la 1re guerre mondiale Elie fut conscrit dans l'armée française et traversera cette guerre au milieu de plusieurs régiments dont :
- 41e régiment d’artillerie le 23 août 1915 ;
- 52e régiment d’artillerie le 29 janvier 1916 ;
- 25e batterie du 219e régiment d’artillerie le 1er avril 1917.

À la suite de ces engagements dans l'armée il entre dans la Compagnie des chemins de fer du Nord où il sera affecté à :
- 19e escadron du train le 9 avril 1919 ;
- 21e escadron du train le 10 août 1919.

Il recevra même l'affectation de chef de train en 1927 et la croix de guerre pour ses raisons :
« Excellent téléphoniste, a toujours fait preuve de courage et de dévouement pour assurer la bonne marche des communications. »
« À Cerfroid dans l’Aisne, il s’est dépensé sans compter pour rétablir les communications sous de violents bombardements. »